# Scatella stagnalis
Scatella stagnalis är en tvåvingeart som först beskrevs av Fallen 1813.  Scatella stagnalis ingår i släktet Scatella och familjen vattenflugor. Arten är reproducerande i Sverige. Inga underarter finns listade i Catalogue of Life.